# Società Sportiva Racing Club Fondi
L'Associazione Sportiva Dilettantistica Fondi Calcio, meglio nota come A.S.D. Fondi Calcio o semplicemente Fondi, è una società calcistica italiana con sede nella città di Fondi, in provincia di Latina.
Fondata nel 1922 come Associazione Sportiva Fondana, nel corso dei decenni ha più volte mutato denominazione e assetto societario. È stata inoltre la prima squadra professionistica italiana ad essere di proprietà di un'istituzione universitaria, l'Università degli Studi "Niccolò Cusano", motivo per cui tra il 2014 ed il 2017 è stata designata dall'appellativo Unicusano Fondi. Conclusa tale parentesi, la società è passata nelle mani dell'imprenditore Antonio Pezone, che ne ha mutato la denominazione in Racing Club Fondi.
Dalla stagione 2018-2019, a causa del disimpegno del presidente Antonio Pezone il titolo sportivo viene trasferito ad Aprilia e la società chiude. Dal 2018 l'eredità sportiva è raccolta dalla neonata ASD Fondi Calcio, che riparte dalla Terza Categoria. Attualmente milita nel girone I della Prima Categoria laziale.

## Storia

### Primi decenni

Il Fondi della stagione 1984-1985, neopromosso in Interregionale.

Il 15 agosto 1922 l'ingegner Boriello, direttore dello scalo ferroviario della città di Fondi, radunò un gruppo di appassionati del gioco del calcio e insieme a loro costituì l'Associazione Sportiva Fondana; l'indomani, 16 agosto, tale realtà (già connotata dai colori sociali rosso e blu) giocò la sua prima partita ufficiale contro il Lenola, uscendone sconfitto per 0-2. Questa fu la prima formazione schierata da Borriello (che ne era allenatore): Vitelli, Santella, L. Forte, Purificato, D'Alessandro, R. Forte, Amante, Velletri, Fiorillo, Ferrazzoli, Magnarella.
Il 1º ottobre 1923 la nuova società si dotò di un organigramma: la presidenza andò a Luigi Forte, coadiuvato dal segretario Ottorino Fabiani e dal cassiere Erasmo Di Russo.
Per oltre ottant'anni la squadra militò nelle divisioni dilettantistiche a carattere territoriale o nazionale. In questo periodo a denominazione societaria venne mutata più volte: essa divenne Unione Sportiva Fondana nel 1952, Football Club Fondi 1922 nel 1962, Fondana '88 nel 1988 e ancora Football Club Fondi 1922 nel 1990.

### L'arrivo tra i professionisti
Nel campionato di Serie D 2009-2010, il F.C. Fondi 1922 raggiunge la prima promozione nei professionisti: l'accesso in Lega Pro Seconda Divisione gli viene garantito con una giornata di anticipo su fine stagione, grazie al pareggio interno per 2-2 contro il Boville Ernica, che lancia i rossoblù alla vittoria del girone di Serie D.
L'avventura d'esordio del Fondi tra i professionisti dura 3 stagioni: la stagione 2012-2013 vede infatti i pontini bloccati nei bassifondi della classifica: la retrocessione diviene matematica con 6 giornate d'anticipo sulla fine della stagione regolare, il 24 marzo 2013, previa sconfitta in casa contro la Vigor Lamezia per 0-3. Frattanto, nel 2012, la squadra aveva nuovamente mutato denominazione in Fondi Calcio.

### La gestione Unicusano
Il 22 ottobre 2014 viene resa nota la trattativa in corso per il passaggio di proprietà della squadra all'Università degli Studi "Niccolò Cusano" (meglio nota come Unicusano, rappresentata dall'imprenditore Stefano Bandecchi). Il cambio di proprietà viene perfezionato il 13 novembre successivo e il sodalizio acquisisce di fatto il nome "sponsorizzato" di Unicusano Fondi Calcio, pur mantenendo ufficialmente la denominazione sociale Fondi Calcio.
Nell'annata 2015-2016 il Fondi conclude la stagione regolare al 5º posto, ottenendo il diritto di disputare i play-off. Vinti tali spareggi, il Fondi acquisisce la prelazione per l'eventuale ripescaggio in Lega Pro 2016-2017, il quale gli viene successivamente accordato. In tal modo il Fondi diventa la prima squadra italiana detenuta da un'università a militare nelle leghe professionistiche. Sempre nel 2015-2016 il club si aggiudica la Coppa Italia Serie D, primo trofeo della sua storia.
L'8 agosto 2016 la società cambia ufficialmente denominazione in Unicusano Fondi Calcio e con tale appellativo partecipa al campionato di Lega Pro 2016-2017.

### Il passaggio a Pezone: l'epoca Racing
Il 21 giugno 2017, a seguito del disimpegno di Stefano Bandecchi (diventato proprietario della Ternana), il Fondi passa sotto il controllo di Antonio Pezone, già patron del Racing Club Roma e del Racing Club Ardea. Costui fa confluire nel Fondi la prima squadra del Racing Roma (non le giovanili, le quali restano momentaneamente indipendenti) e annuncia il cambio di denominazione societaria dei rossoblu in Società Sportiva Racing Club Fondi.
Verso il mese di luglio 2017 diviene tuttavia di dominio pubblico l'intenzione del neo-patron di trasferire il titolo sportivo del Fondi a Latina, onde costituire un nuovo sodalizio denominato Racing Latina e rilevare l'eredità della fallita Latina. Il tentativo, avallato dal comune di Latina e da alcuni imprenditori dell'area pontina, viene tuttavia bloccato dalla FIGC, che non ravvisando la liceità e/o la necessità di tale transazione impone il mantenimento della squadra a Fondi.
La stagione termina con la retrocessione in Serie D dopo aver perso i play-out con la Paganese e il patron Pezone annuncia il disimpegno trasferendo il titolo sportivo all'F.C. Aprilia rinominandolo Aprilia Racing Club.

### ASD Fondi Calcio
Dal 2018 l'eredità sportiva è raccolta dalla neonata ASD Fondi Calcio, che riparte dalla Terza Categoria. Attualmente milita nel girone I della Prima Categoria laziale.

## Colori e simboli

### Colori
All'atto della fondazione, l'A.S. Fondana adottò i colori sociali rosso e blu, i quali vennero transitoriamente mutati in amaranto-celeste a partire dal campionato 1952-1953, salvo poi tornare alle tinte originarie nel biennio 1960-1961.

### Simboli ufficiali

#### Stemma

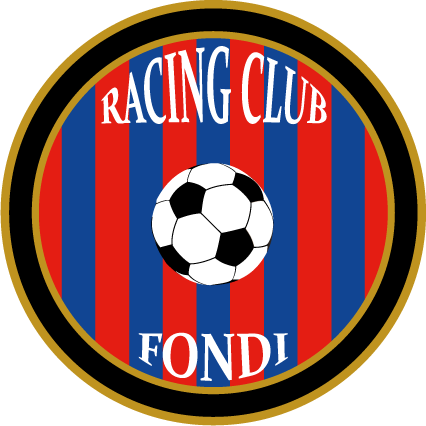
Lo stemma del 2017 del Racing Club Fondi

## Strutture

### Stadio
Il primo campo interno del club pontino fu lo stadio comunale di Fondi, poi intitolato alla memoria di Ottorino Fabiani, tra i primi animatori della pratica calcistica in città.
Nel 1984 esso venne sostituito dallo stadio Domenico Purificato, più moderno e capiente coi suoi 2 500 posti.

### Centro di allenamento
Il Racing Fondi si allenava allo stadio Domenico Purificato, sede delle partite interne della squadra.

## Società

### Sponsor
| Cronologia degli sponsor tecnici - 1978-2009 ... - 2009-2010 Erreà - 2010-2014 Givova - 2014-2015 Macron - 2015-2017 Givova - 2017-2018 Frankie Garage Sport | Cronologia degli sponsor ufficiali - 1981-2009 ... - 2009-2010 Q8 Massarone - 2011-2017 Unicusano - 2017-2018 Groupama Assicurazioni, Istituti Scolastici Paritari Steve Jobs |

## Allenatori e presidenti
Di seguito sono riportati gli allenatori e presidenti del Fondi.
- 1922-2008  ...
- 2008-2009  Egidio Pirozzi
- 2009-2010  Stefano Liquidato
- 2010-2011  Stefano Liquidato (1ª-13ª)
 Sauro Trillini  (14ª-30ª)
- 2011-2012  Alessandro Parisella  (1ª-23ª)
 Ezio Capuano (24ª-42ª)
- 2012-2013  Ezio Capuano (1ª-6ª)
 Nicola Provenza (7ª-15ª)
 Ezio Capuano (16ª)
 Nicola Provenza (17ª-22ª)
 Fabio Fratena (23ª-34ª)
- 2013-2014  Carlo Pascucci
- 2014-2015  Stefano Liquidato (1ª-7ª)
 Sandro Pochesci (8ª-34ª)
- 2015-2016  Sandro Pochesci (1ª-25ª)
 Ferruccio Mariani (26ª-34ª e play-off)
- 2016-2017  Sandro Pochesci
- 2017-2018  Giuseppe Giannini (1ª-4ª)
 Antonello Mattei (5ª-23ª)
 Stefano Sanderra (24ª-33ª)
 Pasquale Luiso (34ª-38ª e play-out)

- 1922-2009  ...
- 2009-2010  Vincenzo Di Marzo
- 2010-2011  Antonio Franchi e  Paolo Maio
- 2011-2014  Daniele Pili
- 2014-2016  Nicola Ciarlone
- 2016-2017  Stefano Ranucci[26]
- 2017-2018  Antonio Pezone
- 2018  Brunella Lamante

## Palmarès

### Competizioni nazionali
- Coppa Italia Serie D: 1

2015-2016

### Competizioni interregionali
- Serie D: 1

2009-2010 (girone G)

### Competizioni regionali
- Promozione: 2

1983-1984 (girone B), 2002-2003 (girone D)
- Prima Categoria: 3

1960-1961 (girone D), 1980-1981, 2001-2002
- Prima Divisione: 1

1949-1950 (girone B)
- Seconda Divisione: 1

1946-1947

### Competizioni provinciali
- Terza Categoria: 2

1976-1977, 2018-2019

## Statistiche e record

### Partecipazione ai campionati
| Livello | Categoria                  | Partecipazioni | Debutto   | Ultima stagione | Totale |
| ------- | -------------------------- | -------------- | --------- | --------------- | ------ |
| 3º      | Lega Pro                   | 1              | 2016-2017 | 2016-2017       | 2      |
| 3º      | Serie C                    | 1              | 2017-2018 | 2017-2018       | 2      |
| 4º      | Serie D                    | 5              | 1961-1962 | 2015-2016       | 8      |
| 4º      | Lega Pro Seconda Divisione | 3              | 2010-2011 | 2012-2013       | 8      |
| 5º      | Campionato Interregionale  | 7              | 1984-1985 | 1990-1991       | 9      |
| 5º      | Serie D                    | 2              | 2009-2010 | 2013-2014       | 9      |

### Partecipazione alle coppe
| Competizione          | Partecipazioni | Debutto   | Ultima stagione | Totale |
| --------------------- | -------------- | --------- | --------------- | ------ |
| Coppa Italia Lega Pro | 4              | 2010-2011 | 2016-2017       | 5      |
| Coppa Italia Serie C  | 1              | 2017-2018 | 2017-2018       | 5      |
| Coppa Italia Serie D  | 4              | 2009-2010 | 2015-2016       | 4      |
| Poule Scudetto        | 1              | 2009-2010 | 2009-2010       | 1      |

## Tifoseria

### Storia
Il principale gruppo ultras sono gli Old Fans Fondi. A partire dal 2014, con l'acquisizione della società da parte dell'Unicusano, la fazione non segue più le sorti della squadra, sebbene conducendo comunque attivamente una battaglia mediatica contro la proprietà e per iniziative di vario stampo sociale. Il gruppo prendeva posto nella Curva Nord dell'impianto fondano - edificata negli anni duemiladieci su iniziativa propulsiva degli ultras - intitolata ad Antonio Iacuele, ultras fondano scomparso prematuramente nel 2005.
La squadra è stata seguita per diversi anni dal gruppo Quei Bravi Ragazzi (conosciuto fino al 2015 come S.P.Q.F. Ultras). Altri gruppi del passato furono Brigata Portella, Irridux 1994 e Veterani.

### Gemellaggi e rivalità
Gli ultras fondani sono legati da una fortissima amicizia con quelli del Nola e della Puteolana.
In passato ci furono scontri con gli ultras dell'Isernia.